# 坂上町 (名古屋市)
坂上町（さかうえちょう）は、愛知県名古屋市東区の地名。

## 歴史

### 町名の由来
当地には名古屋城下町から大曽根を経由する街道の中途にある大曽根大坂があることに由来する。

### 沿革
- 1686年（貞享3年） - 坂上町と改称する[WEB 3]。
- 1878年（明治11年）
  - 12月20日 - 名古屋区成立に伴い、同区坂上町となる[1]。
  - 12月28日 - 坂上片町を編入する[1]。また、大曽根村の一部により、西春日井郡坂上町が成立する[1]。
- 1880年（明治13年）11月6日 - 西春日井郡坂上町を編入する[1]。
- 1889年（明治22年）10月1日 - 名古屋市成立に伴い、同市坂上町となる[1]。
- 1908年（明治41年）4月1日 - 東区編入に伴い、同区坂上町となる[1]。
- 1980年（昭和55年）2月10日 - 徳川二丁目および山口町に編入され、消滅[1]。

### WEB
1. ↑  総務省総合通信基盤局電気通信事業部電気通信技術システム課番号企画室 (2014年4月3日). “市外局番の一覧” (PDF).   総務省. p. 7. 2015年5月23日閲覧。
2. ↑  “管轄区域”.   愛知県自動車会議所. 2021年9月23日閲覧。
3. 1 2  “坂上町 (sakaue)”.   ひがしネット. 2019年4月3日閲覧。

### 書籍
1. 1 2 3 4 5 6 7  名古屋市計画局 1992, p. 739.